# فلوران شاربنتييه
فلوران شاربنتييه (بالفرنسية: Florent Charpentier)‏ هو عازف كلارينيت فرنسي، ولد في 1982.